# Trold kan tæmmes
Trold kan tæmmes is de Deense titel van het toneelstuk Het temmen van de feeks van William Shakespeare. De Noorse componist Johan Halvorsen schreef er twee keer muziek bij voor uitvoeringen in 1900 en 1922.

## 1900
Het toneelstuk werd vanaf 28 december 1900 twee maanden achtereen uitgevoerd in het Nationaltheatret te Christiania. Johan Halvorsen was toen dirigent van het theaterorkest en zocht er muziek bij. Hijzelf schreef een kort stukje muziek voor gitaar met cello of contrabas  voor bij een huwelijksscène.  
De andere muziek die gespeeld werd was:
- Daniel Auber: Ouverture van Le Dieu et la Bayadère
- Pjotr Iljitsj Tsjaikovski: Trepak en de Dans van de mirlitons uit Notenkraker
- Benjamin Godard: Au village  uit Scènes Poétiques
- Louis Ganne: Marche d'Auvergne

## 1922
Hetzelfde toneelstuk werd in 1922 nog een aantal keren opgevoerd. Halvorsen zocht toen muziek uit van 
- Gioacchino Rossini – Semiramis-ouverture
- d'Ambrosio – Italiaanse serenade
- Bonicontro – Chanson napolitaine
- Pompilio Sudessi (1853-1923) – Aubade istrienne
- Rossini – Tarantella
- Amilcare Ponchielli – Danza della Ore
- Giulio Ricordi (onder pseudoniem Jules Burgmein) – Mandolines et guitares.

Achteraf bleek de naam d'Ambrosio een pseudoniem te zijn voor Halvorsen, tevens begon men te vermoeden dat ook Bonicontro stond voor Halvorsen. 